# Glimmerode (Jesberg)
Koordinaten: 50° 57′ 45″ N, 9° 10′ 20″ O
Glimmerode ist eine Dorfwüstung in der Gemarkung von Elnrode-Strang, einem Ortsteil von Jesberg im nordhessischen Schwalm-Eder-Kreis. Die Siedlung befand sich auf 273 m Höhe über NHN in der Altgemarkung von Elnrode nördlich des Schlierbachs und der Zinnsmühle am Südhang des Kreuzberges und ist bisher nur ungefähr zu lokalisieren.
Die urkundliche Ersterwähnung des Orts findet sich im Jahre 1197, als Papst Coelestin III. das Prämonstratenserstift Spieskappel unter seinen Schutz stellte und ihm Besitz bzw. Einkünfte u. a. in „Grimolderoth“ bestätigte. Noch 1443 und 1575/85 wurde der Ort als Dorf bezeichnet, aber als der hessische Hofmarschall und Kommandant der Wasserfestung Ziegenhain Jakob von Hoff 1657 das Gericht Waltersbrück, wozu auch „Gleimerod“ (d. h., Glimmerode) gehörte, kaufte, lag der Ort bereits wüst.